# A.F.C. Emley
AFC Emley là một câu lạc bộ bóng đá Anh tọa lạc ở Emley, near Huddersfield, West Yorkshire. CLB được thành lập năm 2005 bởi nhân viên của đội bóng cũ Emley A.F.C. sau khi chuyển đến Wakefield năm 2000 và trở thành đội Wakefield F.C. (đã giải thể).

## Đội hình hiện tại
Tính đến tháng 10 năm 2013

Ghi chú: Quốc kỳ chỉ đội tuyển quốc gia được xác định rõ trong điều lệ tư cách FIFA. Các cầu thủ có thể giữ hơn một quốc tịch ngoài FIFA.
| Số | VT | Quốc gia | Cầu thủ          |
| -- | -- | -------- | ---------------- |
| —  | TM | Anh      | Adam Lawlor      |
| —  | HV | Anh      | Ryan Brook       |
| —  | HV | Anh      | Devan Mcintosh   |
| —  | HV | Anh      | Sam Jerome       |
| —  | HV | Anh      | Anthony Leech    |
| —  | HV | Anh      | Paul Sykes       |
| —  | HV | Anh      | Liam Schofield   |
| —  | HV | Anh      | Robbie Wadsworth |
| —  | HV | Anh      | Jack Steers      |
| —  | TV | Anh      | Doran Jordan     |

| Số | VT | Quốc gia | Cầu thủ             |
| -- | -- | -------- | ------------------- |
| —  | TV | Anh      | Josh Ingham         |
| —  | TV | Anh      | Jordan Townend      |
| —  | TV | Anh      | Aaron Joseph        |
| —  | TV | Anh      | Michael Tunnacliffe |
| —  | TV | Anh      | Jonny Irving        |
| —  | TĐ | Anh      | Steve Kenworthy     |
| —  | TĐ | Anh      | Adam Todd           |
| —  | TĐ | Anh      | Reuben Jerome       |
| —  | TĐ | Anh      | Alex Hallam         |

## Lịch sử Giải đấu
| Mùa giải                                            | Hạng đấu                                    | Vị thứ                                      | Sự kiện tiêu biểu                           |
| Gia nhập West Yorkshire League Division One         | Gia nhập West Yorkshire League Division One | Gia nhập West Yorkshire League Division One | Gia nhập West Yorkshire League Division One |
| --------------------------------------------------- | ------------------------------------------- | ------------------------------------------- | ------------------------------------------- |
| 2005–2006                                           | West Yorkshire League Division One          | thứ 3                                       | Thăng hạng                                  |
| Gia nhập Northern Counties East League Division One |                                             |                                             |                                             |
| 2006–2007                                           | Northern Counties East League Division One  | thứ 13                                      |                                             |
| 2007–2008                                           | Northern Counties East League Division One  | thứ 11                                      |                                             |
| 2008–2009                                           | Northern Counties East League Division One  | thứ 8                                       |                                             |
| 2009–2010                                           | Northern Counties East League Division One  | thứ 8                                       |                                             |
| 2010–2011                                           | Northern Counties East League Division One  | thứ 8                                       |                                             |
| 2011–2012                                           | Northern Counties East League Division One  | thứ 10                                      |                                             |
| 2012–2013                                           | Northern Counties East League Division One  | thứ 7                                       |                                             |
| 2013–2014                                           | Northern Counties East League Division One  | thứ 8                                       |                                             |

## Danh hiệu
- West Yorkshire League
  - Thăng hạng: 2005–06
- West Yorkshire League Cup
  - Bán kết: bị đánh bại Beeston St Anthony's 3–2, 10 tháng 4 năm 2006.
- West Riding League Division 2 Cup
  - Vô địch (Dự bị) 2010.

## Các kỉ lục
- Trận thắng đậm nhất ở giải đấu: 9–0 v Street Work Soccer, West Yorkshire League, 10 tháng 12 năm 2005.
- Trận thua đậm nhất cấp CLB: 0-8 -v- Huddersfield Town AFC [Friendly]. 22 tháng 7 năm 2008.
- Trận thua đậm nhất ở giải đấu: 0–6 v Sherburn White Rose, West Yorkshire League, 17 tháng 9 năm 2005.
- Trận thắng đậm nhất ở Cup: 10–0 -v- Dewsbury Moor Athletic, West Yorkshire League Cup, 26 tháng 11 năm 2005.
- Kỷ lục số khán giả đến xem nhiều nhất: 1927 -v- Huddersfield Town AFC [Friendly]. 22 tháng 7 năm 2008.